# 吉舍站
吉舍站（日语：／ Kisa eki */?）是位於廣島縣三次市吉舍町三玉，屬於西日本旅客鐵道（JR西日本）的福鹽線車站。

## 歷史
- 1933年11月15日：福鹽北線（當時）此站至田幸站（現時：鹽町站）之間開通，此站啟用[1]。

- 當時車站位於廣島縣雙三郡吉舍町三玉。

- 1935年11月15日：福鹽北線此站至上下站之間開通，此站成為中途站。
- 1938年7月28日：福鹽北線成為福鹽線的一部分，此站成為福鹽線車站。
- 1953年2月11日：隨吉舍町（第二次）成立，車站地址改為廣島縣雙三郡吉舍町三玉。
- 1985年12月1日：降為無人車站（簡易委託化）。
- 1987年4月1日：隨國鐵分割民營化，車站由西日本旅客鐵道（JR西日本）營運。
- 2004年4月1日：隨三次市（第二次）成立，車站地址改為廣島縣三次市三次市吉舍町三玉。
- 2008年3月31日：當日是最後一天設有委托發售車票的日子，翌日完全成為無人車站。
- 2018年：

- 7月6日：發生暴雨災害使車站暫停營業。
- 10月4日：鹽町站至此站之間重開。當時安排列車行走於三次站至此站之間（直至17日）。這是在2002年時間表修正以來，再次設有列車以此站作為起終點站。
- 10月18日：此站至上下站之間重開。

- 2020年6月1日：受到新冠肺炎影響，沿線高校實施彈性上學時間。當日起，平日增加1班臨時列車從三次前往吉舍[3][4]。

## 車站構造

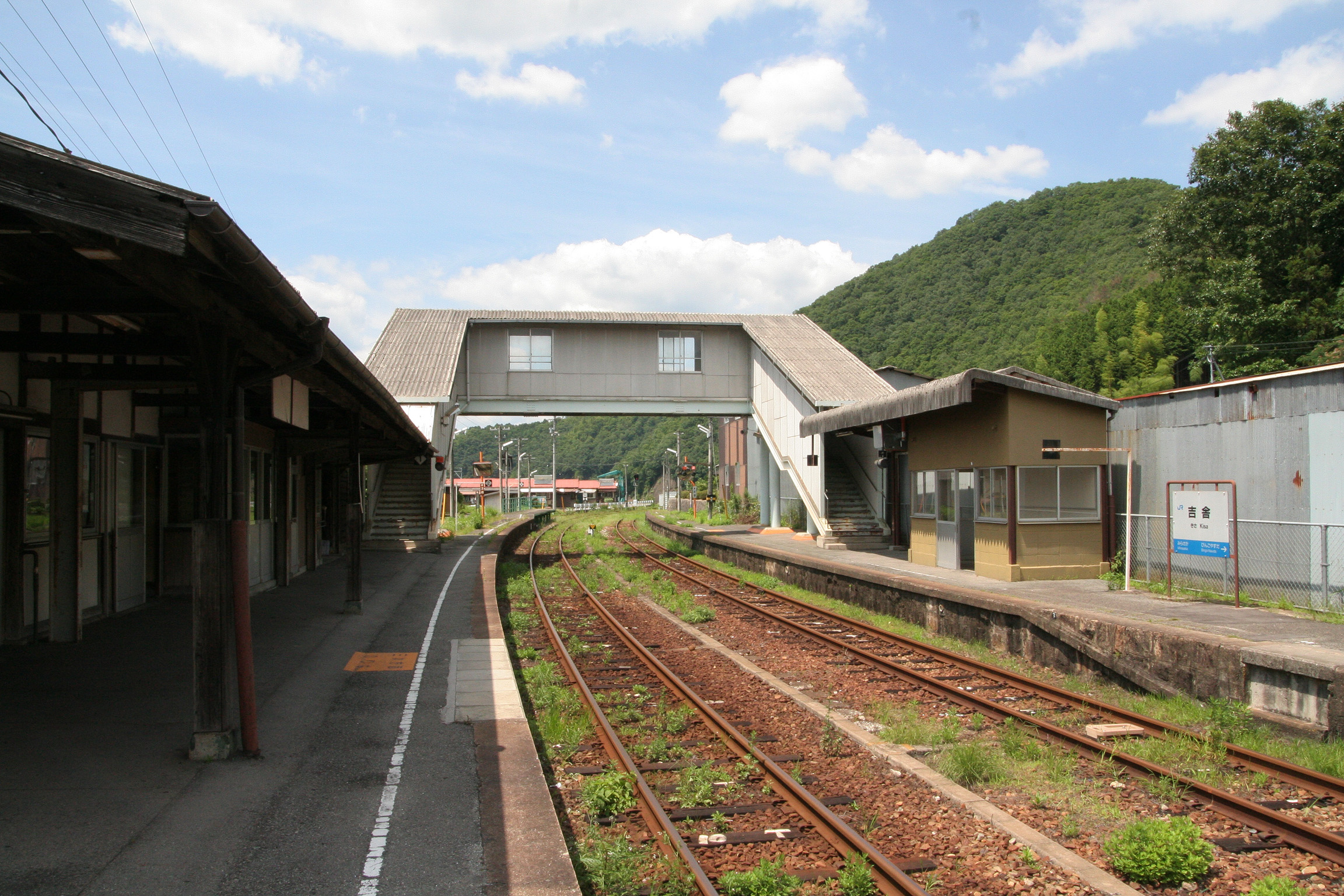
月台（2008年7月）

本站是地面車站，設有2面2線的相對式月台。此站可進行列車交會。站房位於下行月台側。兩月台之間設有跨線橋連接。上行線於下行方向設有出發信號機，因此此站可讓列車折返至三次方向。
此站為木製站房，站內沒有設置自動售票機。此站是由三次鐵道部管理的無人車站。

### 月台
| 月台 | 路線   | 上下行 | 方向           |
| ---- | ------ | ------ | -------------- |
| 1    | 福鹽線 | 上行   | 府中、福山方向 |
| 2    | 福鹽線 | 下行   | 鹽町、三次方向 |

## 利用狀況
以下為近年1日平均乘車人次列表
| 年度                | 1日平均 乘車人次 |
| ------------------- | ---------------- |
| 1987年（昭和62年）  | 331              |
| 1988年（昭和63年）  | 343              |
| 1989年（平成 元年） | 375              |
| 1990年（平成02年）  | 401              |
| 1991年（平成03年）  | 395              |
| 1992年（平成04年）  | 356              |
| 1993年（平成05年）  | 323              |
| 1994年（平成06年）  | 213              |
| 1995年（平成07年）  | 275              |
| 1996年（平成08年）  | 239              |
| 1997年（平成09年）  | 222              |
| 1998年（平成10年）  | 235              |
| 1999年（平成11年）  | 209              |
| 2000年（平成12年）  | 195              |
| 2001年（平成13年）  | 157              |
| 2002年（平成14年）  | 124              |
| 2003年（平成15年）  | 148              |
| 2004年（平成16年）  | 142              |
| 2005年（平成17年）  | 165              |
| 2006年（平成18年）  | 169              |
| 2007年（平成19年）  | 167              |
| 2008年（平成20年）  | 164              |
| 2009年（平成21年）  | 132              |
| 2010年（平成22年）  | 151              |
| 2011年（平成23年）  | 153              |
| 2012年（平成24年）  | 160              |
| 2013年（平成25年）  | 160              |
| 2014年（平成26年）  | 157              |
| 2015年（平成27年）  | 163              |
| 2016年（平成28年）  | 155              |
| 2017年（平成29年）  | 144              |
| 2018年（平成30年）  | 139              |
| 2019年（令和元年）  | 133              |

## 車站周邊
道路
- 國道184號（日语：国道184号）
- 廣島縣道223號吉舍停車場線（日语：広島県道223号吉舎停車場線）
- 廣島縣道426剽太郎丸吉舍線（日语：広島県道426号太郎丸吉舎線）

公共機構
- 三次市政廳吉舍分所 （页面存档备份，存于）（日語）
- 吉舍郵局 （页面存档备份，存于）（日語）

學校
- 廣島縣立日彰館高等學校（日语：広島県立日彰館高等学校）
- 三次市立吉舍中學 （页面存档备份，存于）（日語）
- 三次市立吉舍小學 （页面存档备份，存于）（日語）

其他
- 吉舍歷史民俗資料館
- 尾崎山公園（南天山城址）

## 相鄰車站
西日本旅客鐵道（JR西日本）
 福鹽線
備後安田－吉舍－三良坂

## 注腳
1. ↑  日本《官報》第2059號「鐵道省告示第521號」，1933年11月10日：第221頁。
2. 1 2  西日本豪雨および台風24号に伴う運転状況などについて（2018年10月2日時点）：JR西日本 Archive.today的存檔，存档日期2018年10月2日，（日語）
3. ↑  福塩線 三次～吉舎駅間 学生向けの臨時列車の運転について （页面存档备份，存于）（日語） - JR西日本　2020年5月28日
4. ↑  福塩線、生徒向け「３密回避」便　三次―吉舎、臨時列車で時差登校 （页面存档备份，存于）（日語） - 中國新聞　2020年6月2日
5. ↑  廣島縣統計年鑑

## 外部連結
- 吉舍｜車站資訊：JR出門網 - 西日本旅客鐵道（日語）